# Depressotrella
Depressotrella is een geslacht van rechtvleugeligen uit de familie krekels (Gryllidae). De wetenschappelijke naam van dit geslacht is voor het eerst geldig gepubliceerd in 2005 door Gorochov.

## Soorten
Het geslacht Depressotrella omvat de volgende soorten:
- Depressotrella minuta Gorochov, 2005
- Depressotrella modulata Gorochov, 2005
- Depressotrella testata Gorochov, 2005